# Halowe Mistrzostwa Świata w Lekkoatletyce 1995 – bieg na 200 m kobiet
Bieg na 200 m kobiet – jedna z konkurencji rozgrywanych podczas halowych mistrzostw świata w lekkoatletyce w 1995. Eliminacje, półfinały i finał odbyły się 10 marca.
Do eliminacji zgłoszone zostały 22 zawodniczki z 19 państw.
Zawody w tej konkurencji wygrała reprezentantka Australii Melinda Gainsford. Drugą pozycję zajęła zawodniczka z Bahamów Pauline Davis, trzecią zaś reprezentująca Rosję Natalja Woronowa.

## Wyniki

### Eliminacje
Źródło: 
Bieg 1
| Miejsce | Zawodniczka       | Państwo           | Wynik | Uwagi |
| ------- | ----------------- | ----------------- | ----- | ----- |
| 1.      | Melinda Gainsford | Australia         | 22,64 | AR    |
| 2.      | Natalja Woronowa  | Rosja             | 23,27 |       |
| 3.      | Maia Azaraszwili  | Gruzja            | 23,51 |       |
| 4.      | Fabienne Ficher   | Francja           | 23,87 |       |
| –       | Wendy Vereen      | Stany Zjednoczone | DSQ   |       |

Bieg 2
| Miejsce | Zawodniczka        | Państwo             | Wynik | Uwagi |
| ------- | ------------------ | ------------------- | ----- | ----- |
| 1.      | Silke Lichtenhagen | Niemcy              | 23,27 |       |
| 2.      | Pauline Davis      | Bahamy              | 23,29 |       |
| 3.      | Hana Benešová      | Czechy              | 23,87 |       |
| 4.      | Aksel Gürcan       | Turcja              | 24,36 |       |
| –       | Bernice Morton     | Saint Kitts i Nevis | DNS   |       |

Bieg 3
| Miejsce | Zawodniczka          | Państwo   | Wynik | Uwagi |
| ------- | -------------------- | --------- | ----- | ----- |
| 1.      | Złatka Georgiewa     | Bułgaria  | 23,37 | PB    |
| 2.      | Juliet Cuthbert      | Jamajka   | 23,50 |       |
| 3.      | Jacqueline Poelman   | Holandia  | 23,58 |       |
| 4.      | Donatella Dal Bianco | Włochy    | 24,73 |       |
| 5.      | Marcela Tiscornia    | Urugwaj   | 25,07 |       |
| –       | Sanna Hernesniemi    | Finlandia | DNF   |       |

Bieg 4
| Miejsce | Zawodniczka            | Państwo           | Wynik | Uwagi |
| ------- | ---------------------- | ----------------- | ----- | ----- |
| 1.      | Carlette Guidry        | Stany Zjednoczone | 23,38 |       |
| 2.      | Swietłana Gonczarienko | Rosja             | 23,41 |       |
| 3.      | Wiktorija Fomenko      | Ukraina           | 23,52 | PB    |
| 4.      | Ekaterini Kofa         | Grecja            | 23,59 |       |
| 5.      | Sharon Williams        | Wielka Brytania   | 24,28 |       |
| 6.      | Fabé Dia               | Francja           | 24,65 | [ a ] |

### Półfinały
Źródło: 
Bieg 1
| Miejsce | Zawodniczka       | Państwo           | Wynik | Uwagi |
| ------- | ----------------- | ----------------- | ----- | ----- |
| 1.      | Melinda Gainsford | Australia         | 22,88 |       |
| 2.      | Natalja Woronowa  | Rosja             | 22,91 |       |
| 3.      | Juliet Cuthbert   | Jamajka           | 22,95 |       |
| 4.      | Ekaterini Kofa    | Grecja            | 23,82 |       |
| 5.      | Maia Azaraszwili  | Gruzja            | 23,88 |       |
| –       | Carlette Guidry   | Stany Zjednoczone | DNS   |       |

Bieg 2
| Miejsce | Zawodniczka            | Państwo  | Wynik | Uwagi |
| ------- | ---------------------- | -------- | ----- | ----- |
| 1.      | Pauline Davis          | Bahamy   | 22,94 | NR    |
| 2.      | Złatka Georgiewa       | Bułgaria | 23,03 | PB    |
| 3.      | Silke Lichtenhagen     | Niemcy   | 23,11 |       |
| 4.      | Swietłana Gonczarienko | Rosja    | 23,16 |       |
| 5.      | Wiktorija Fomenko      | Ukraina  | 23,47 | PB    |
| 6.      | Jacqueline Poelman     | Holandia | 24,07 |       |

### Finał
Źródło: 
| Miejsce | Zawodniczka        | Państwo   | Wynik | Uwagi |
| ------- | ------------------ | --------- | ----- | ----- |
| 01 !    | Melinda Gainsford  | Australia | 22,64 | =     |
| 02 !    | Pauline Davis      | Bahamy    | 22,68 | NR    |
| 03 !    | Natalja Woronowa   | Rosja     | 23,01 |       |
| 4.      | Silke Lichtenhagen | Niemcy    | 23,23 |       |
| 5.      | Złatka Georgiewa   | Bułgaria  | 23,36 |       |
| 6.      | Juliet Cuthbert    | Jamajka   | 23,43 |       |